# San Pietro al Tanagro
San Pietro al Tanagro est une commune italienne de la province de Salerne, dans la région Campanie.

## Administration
| Période                                  | Période | Identité          | Étiquette | Qualité |
| ---------------------------------------- | ------- | ----------------- | --------- | ------- |
|                                          |         | Domenico Quaranta |           |         |
| Les données manquantes sont à compléter. |         |                   |           |         |

### Hameaux
Torre, Scorzo, San Marzano.

### Communes limitrophes
Atena Lucana, Corleto Monforte, San Rufo, Sant'Arsenio, Teggiano.